# Jesus of Suburbia
Jesus of Suburbia – piąty i finałowy singel z albumu American Idiot zespołu Green Day. Piosenka jest rock operą (drugą na płycie jest „Homecoming”), dosyć nietypowym połączeniem pięciu różnych pod piosenek, co dało ciekawy efekt, np. najdynamiczniejsze „I Don’t Care” przechodzi nagle w spokojne „Dearly Beloved”. Całość trwa łącznie nieco ponad 9 minut (dokładnie 9:08). W utworze Green Day opisuje część życia tzw. Jezusa z Przedmieścia, fikcyjnej postaci przewodniej całego albumu. Jego prawdziwe imię nie jest znane (prawdopodobnie nazywa się Jimmy, gdyż w pełnej wersji teledysku dziewczyna, być może Whatsername, tak się do niego zwraca), ale przydomek może znaczyć, że jest wybawcą podmiejskich rebeliantów.
Jego matka jest rozwódką, a on sam spędził młode lata na „stałej diecie napojów gazowanych i Ritalinu”, oglądaniu telewizji, eksperymentowaniu z narkotykami i włóczeniu się po supermarkecie. Mimo że początkowo wszystko wydaje się być w porządku, czuje się znudzony i uwięziony w rodzinnym Jingletown i wyczekuje ucieczki. Robi to, co jest opisane w „Tales of Another Broken Home”, i wyrusza do metropolii. Tamtejsze doświadczenia Jesusa nie pojawiają się już w tym utworze, lecz w następnych.